# Episodi di X-Files (nona stagione)
La nona stagione della serie televisiva X-Files è andata in onda negli Stati Uniti su FOX dall'11 novembre 2001 al 19 maggio 2002.
In Italia andò in onda dal 24 giugno al 26 agosto 2002 su Italia 1.
| nº | Titolo originale                    | Titolo italiano                     | Prima TV USA     | Prima TV Italia |
| -- | ----------------------------------- | ----------------------------------- | ---------------- | --------------- |
| 1  | Nothing Important Happened Today    | Niente da segnalare (prima parte)   | 11 novembre 2001 | 24 giugno 2002  |
| 2  | Nothing Important Happened Today II | Niente da segnalare (seconda parte) | 18 novembre 2001 | 24 giugno 2002  |
| 3  | Dæmonicus                           | Dæmonicus                           | 2 dicembre 2001  | 1º luglio 2002  |
| 4  | 4-D                                 | 4-D                                 | 9 dicembre 2001  | 1º luglio 2002  |
| 5  | Lord of the Flies                   | Il signore delle mosche             | 16 dicembre 2001 | 8 luglio 2002   |
| 6  | Trust No 1                          | Trust No 1                          | 6 gennaio 2002   | 8 luglio 2002   |
| 7  | John Doe                            | John Doe                            | 13 gennaio 2002  | 15 luglio 2002  |
| 8  | Hellbound                           | Relazioni indefinite                | 27 gennaio 2002  | 15 luglio 2002  |
| 9  | Provenance                          | Provenance                          | 3 marzo 2002     | 22 luglio 2002  |
| 10 | Providence                          | Providence                          | 10 marzo 2002    | 22 luglio 2002  |
| 11 | Audrey Pauley                       | Audrey Pauley                       | 17 marzo 2002    | 29 luglio 2002  |
| 12 | Underneath                          | In fondo all'anima                  | 31 marzo 2002    | 29 luglio 2002  |
| 13 | Improbable                          | Improbabile                         | 7 aprile 2002    | 5 agosto 2002   |
| 14 | Scary Monsters                      | Mostri                              | 14 aprile 2002   | 5 agosto 2002   |
| 15 | Jump the Shark                      | Modifica genetica                   | 21 aprile 2002   | 12 agosto 2002  |
| 16 | William                             | William                             | 28 aprile 2002   | 12 agosto 2002  |
| 17 | Release                             | Intuizioni                          | 5 maggio 2002    | 19 agosto 2002  |
| 18 | Sunshine Days                       | La casa dei sogni                   | 12 maggio 2002   | 19 agosto 2002  |
| 19 | The Truth (1)                       | La verità (prima parte)             | 19 maggio 2002   | 26 agosto 2002  |
| 20 | The Truth (2)                       | La verità (seconda parte)           | 19 maggio 2002   | 26 agosto 2002  |

## Niente da segnalare (prima parte)
- Titolo originale: Nothing Important Happened Today
- Diretto da: Kim Manners
- Scritto da: Chris Carter e Frank Spotnitz

### Trama
Carl Wormus, un impiegato del FBI, viene annegato da una donna conosciuta in un bar. Monica incontra il vicedirettore dell'Fbi Brad Follmer, suo ex partner, il quale gli consegna le prove dell'insabbiamento dei fatti di 48 ore prima; ciò manda su tutte le furie Dogget. In aggiunta Mulder è nuovamente sparito e non può aiutare il collega impegnato contro Kersh. Follmer si rivela detrattore di Dogget che, nel frattempo, indaga sulla morte di Wormus: arrivato ad una centrale per il trattamento delle acque, si nasconde in un serbatoio per sfuggire alla trappola tesagli da Follmer, ma viene trascinato sul fondo dalla donna del bar.
Nel frattempo Dana teme che suo figlio abbia veramente poteri sovrannaturali.
- Altri interpreti: Cary Elwes (vicedirettore Brad Follmer), James Pickens, Jr. (vicedirettore Alvin Kersh), Lucy Lawless (Shannon McMahon), Nicholas Walker (Carl Wormus), Sheila Larken (Margaret Scully), Bruce Harwood (John Fitzgerald Byers), Dean Haglund (Richard Langly), Tom Braidwood (Melvin Frohike), John Casino (Roland McFarland), Jane Yamamoto (giornalista televisiva), Travis Riker (piccolo William), James Riker (piccolo William), Ashley Knutson (piccolo William), Rikki Held (piccolo William), Rowdy Held (piccolo William)
- Note: 
  - La storia continua nel successivo episodio Niente da segnalare (seconda parte).
  - In questo episodio la scritta "The Truth Is Out There" (La verità è là fuori) al termine della sigla è sostituita dalla scritta "Nothing important happened today" (Oggi non è accaduto nulla di importante).
  - Il titolo originale e la scritta a fine sigla si riferiscono alla tradizione priva di fondamento della frase annotata sul proprio presunto diario dal re inglese Giorgio III il 4 luglio 1776, giorno della Dichiarazione d'indipendenza degli Stati Uniti d'America.

## Niente da segnalare (seconda parte)
- Titolo originale: Nothing Important Happened Today II
- Diretto da: Tony Wharmby
- Scritto da: Chris Carter e Frank Spotnitz

### Trama
Un vascello adibito a nave ricerca, sul quale si fanno esperimenti su ovuli umani, riceve l'ordine di rientrare a terra. Intanto Doggett viene trascinato sul fondo del serbatoio dalla donna del bar, che si rivela essere l'agente Shannon McMahon; questa salva Doggett dall'essere scoperto da Follmer e poi gli confessa di essere anche lei un supersoldato: gli esperimenti al riguardo stanno scappando di mano, tanto che è in atto una sorta di avvelenamento delle risorse idriche, al fine di favorire la nascita di supersoldati. Lei vuole aiutare Doggett a smascherare la vicenda. Un redivivo Knowle Rohrer assume il vice-comando della nave ricerca quando questa attracca nel Maryland, deciso a cancellare le prove degli esperimenti sui supersoldati. Il capitano, però, era d'accordo con Warmus (ucciso nell'episodio precedente) per smascherare a sua volta gli esperimenti. Risaliti alla nave Scully, Doggett e Reyes trovano il laboratorio ma, prima di verificare un eventuale coinvolgimento del figlio di Dana, sono costretti ad abbandonare la nave, che esplode, a causa di una bomba piazzata da Rohrer. Nel rapporto che Doggett stende a conclusione non ha prove per incastrare il vicedirettore Kersh che, quindi, è riabilitato.
- Altri interpreti: Cary Elwes (vicedirettore Brad Follmer), James Pickens, Jr. (vicedirettore Alvin Kersh), Lucy Lawless (Shannon McMahon), Nicholas Walker (Carl Wormus), Sheila Larken (Margaret Scully), Bruce Harwood (John Fitzgerald Byers), Dean Haglund (Richard Langly), Tom Braidwood (Melvin Frohike), John Casino (Roland McFarland), Jane Yamamoto (giornalista televisiva), Victoria Gallegos (segretaria di Follmer), Kevin E. West (marine), Travis Riker (piccolo William), James Riker (piccolo William), Wyatt Smith (piccolo William)
- Note: questo episodio è il seguito di Niente da segnalare (prima parte).

## Dæmonicus
- Titolo originale: Dæmonicus
- Diretto da: Frank Spotnitz
- Scritto da: Frank Spotnitz

### Trama
Con Dana Scully riassegnata alla Training Academy di Quantico, Doggett e Monica Reyes indagano sul loro primo X-File, una serie di omicidi rituali satanici.
- Altri interpreti: James Remar (prof. Josef Kobold), Andi Chapman (dott.ssa Monique Sampson), Sarah Benoit (Evelyn Mountjoy), Tim Halligan (Darren Mountjoy), James Rekart (Paul Gerlach), Troy Mittleider (dott. Kenneth Richmond), Lou Richards (ufficiale Custer), Robert Beckwith (cadetto F.B.I.), Rueben Grundy (tecnico forense), Shane Nickerson (fotografo della polizia), Elijha Mahar (guardia).

## 4-D
- Titolo originale: 4-D
- Diretto da: Tony Wharmby
- Scritto da: Steven Maeda

### Trama
Un feroce assassino minaccia Doggett e Reyes, poi svanisce. Sparano a Doggett e Brad Follmer scopre che la pistola utilizzata è quella dell'agente Reyes.
- Altri interpreti: Cary Elwes (Brad Follmer), Dylan Haggerty (Erwin Timothy Lukesh), Angela Paton (Miriam Lukesh), Gil Colon (Agente Rice), Ming Lo (dott. Kim).
- Note:

- In questo episodio la scritta "The Truth Is Out There" (La verità è là fuori) al termine della sigla iniziale è sostituita dalla medesima scritta al rovescio "ƎЯƎHT TUO ჇI HTUЯT ƎHT".
- L'episodio è in memoria di Ricky Loyd Arreguin (24 gennaio 1985 - 13 settembre 2001) figliastro di Jose Arreguin che lavora agli oggetti scena nella serie.

## Il signore delle mosche
- Titolo originale: Lord of the Flies
- Diretto da: Kim Manners
- Scritto da: Thomas Schnauz

### Trama
Scully, Doggett e Reyes indagano sulla morte di un ragazzo durante uno show televisivo, famoso per le imprese sciocche e pericolose fatte dai protagonisti, poco più che ventenni. Ma scopriranno che la sua morte ha origini in uno sconvolgente segreto di famiglia.
- Altri interpreti: Aaron Paul (David "Winky" Winkle), Samaire Armstrong (Natalie Gordon), Jane Lynch (Anne Lokensgard), Hank Harris (Dylan Lokensgard), Erick Avari (dott. Herb Fountain), Michael Wiseman (dott. Rocky Bronzino), Aeryk Egan (cameraman), Branden Williams (capitano Dare).

## Trust No 1
- Titolo originale: Trust No 1
- Diretto da: Tony Wharmby
- Scritto da: Chris Carter e Frank Spotnitz

### Trama
Scully è in contatto con Mulder via mail. Un misterioso informatore chiede a Dogget e Reyes di incontrare Fox, ma Dana gli nega la possibilità di contattarlo. A questo punto è l'informatore a contattare Dana promettendogli informazioni estremamente interessanti riguardanti il progetto della creazione dei supersoldati. Questa decide di contattare Mulder per trovarsi ad una stazione ferroviaria. Qui l'informatore si rivela essere un supersoldato del governo ombra: prova ad uccidere Dana ma, non riuscendoci, salta sul treno dal quale doveva scendere Mulder, che però non si ferma. Grazie alle autorità ferroviarie, gli agenti rintracciano l'Uomo ombra in una miniera: qui Dana sta per essere nuovamente uccisa quando il supersoldato, esposto ad un metallo estratto, comincia a sciogliersi per poi essere attratto all'interno delle cave. Dana capisce che Mulder aveva intuito quale fosse il modo per eliminare i supersoldati e che aveva organizzato una contro-trappola per eliminare l'uomo ombra.
- Altri interpreti: Terry O'Quinn (uomo ombra), Allison Smith (Patti), Kathryn Joosten (agente Edie Boal), Fitz Houston (capostazione), Brianne Prather (donna giovane), James Riker (piccolo William), Travis Riker (piccolo William).
- Note: in questo episodio la scritta "The Truth Is Out There" (La verità è là fuori) al termine della sigla è sostituita dalla scritta "They're watching" (Stanno guardando).

## John Doe
- Titolo originale: John Doe
- Diretto da: Michelle Maxwell MacLaren
- Scritto da: Vince Gilligan

### Trama
Doggett si sveglia dopo aver perso conoscenza e non ricorda nulla della sua identità e del suo passato. Si aggira senza meta in una polverosa città messicana, cercando un modo di ricostruire la sua memoria, e si ritrova coinvolto in un giro di contrabbando. Dall'altra parte del confine intanto Scully e Reyes tentano di ritrovarlo.
- Altri interpreti: James Pickens, Jr. (Alvin Kersh), Alfred De Contreras (barista), Ramón Franco (Nestor), Eduardo Antonio Garcia (Mariano Molina), Jacob Handy (Luke Doggett), Zachary Handy (Luke Doggett), Charlie Hartsock (Avvocato), Bo Kane (McCormick), Zitto Kazann (Caballero), Barbara Patrick (Barbara Doggett).

## Relazioni indefinite
- Titolo originale: Hellbound
- Diretto da: Kim Manners
- Scritto da: David Amann

### Trama
Reyes indaga sul caso di un uomo trovato scuoiato vivo. Quando si rende conto di aver già avuto visioni di un evento simile, chiede aiuto a Scully per portare a termine le indagini.
- Altri interpreti: Don Swayze (Terrance Pruit), Katy Boyer (Dott.ssa Lisa Holland), George D. Wallace (dott. Bertram Mueller), David Figlioli (Victor Dale Potts), James McDonnell (detective Van Allen), Cyril O'Reilly (Ed Kelso), Kari Whitman (Roxanne), Robert Beckwith (cadetto dell'FBI), James Riker (anima rinata), Travis Riker (anima rinata).

## Provenance
- Titolo originale: Provenance
- Diretto da: Kim Manners
- Scritto da: Chris Carter e Frank Spotnitz

### Trama
In un tentativo di far riemergere un'astronave trovata in uno scavo sotto tutela governativa, l'FBI nasconde la sua indagine dagli X-Files. Nel frattempo, Scully è costretta a prendere misure drastiche quando scopre una minaccia per William.
- Altri interpreti: James Pickens, Jr. (Alvin Kersh), Cary Elwes (Brad Follmer), Bruce Harwood (John Fitzgerald Byers), Dean Haglund (Richard Langly), Tom Braidwood (Melvin Frohike), Sheila Larken (Margaret Scully), Neal McDonough (agente Robert Comer), Denis Forest (uomo solo), McNally Sagal (donna col cappotto), James Parks (agente Terry Sullivan), Alan Dale (uomo con lo stecchino), Joe Colligan (agente alla guida), Brian Catalano (agente passeggero), Randy Hall (guidatore U-Haul), James Riker (William da piccolo), Travis Riker (William da piccolo), Laura Leigh Hughs (assistente di Kersh).

## Providence
- Titolo originale: Providence
- Diretto da: Chris Carter
- Scritto da: Chris Carter e Frank Spotnitz

### Trama
Il piccolo William è stato rapito e Scully è disperata; diffidente nei confronti sia di Skinner che di Follmer, aggira l'indagine dell'FBI sul rapimento di William e lavora da sola al caso, assistita da Monica Reyes e dai Lone Gunmen. Insieme agli amici, Dana scopre delle verità terrificanti sui rapitori di suo figlio e ancora una volta si ritrova a combattere contro le trame oscure che vogliono intromettersi nella vita di William.
- Altri interpreti: James Pickens, Jr. (Alvin Kersh), Cary Elwes (Brad Follmer), Tom Braidwood (Melvin Frohike), Dean Haglund (Richard Langly), Bruce Harwood (John Fitzgerald Byers), Neal McDonough (agente Robert Comer), Alan Dale (uomo con lo stecchino), McNally Sagal (donna col cappotto), Denis Forest (Josepho), Kerrie Keane (infermiera), Jamie McShane (agente ferito), Brian Morri (primo soldato), Christian Hastings (secondo soldato), Brad Kalas, James Riker (William da piccolo), Travis Riker (William da piccolo).

## Audrey Pauley
- Titolo originale: Audrey Pauley
- Diretto da: Kim Manners
- Scritto da: Steven Maeda

### Trama
Reyes, dopo aver subito un grave incidente stradale, si risveglia in un ospedale irreale: non vi sono dottori né infermiere e non ci sono scritte, inoltre le cartelle cliniche riportano lettere senza senso. Aperta la porta dell'ospedale per uscire, scopre che l'ospedale è sospeso nel nulla in una dimensione sconosciuta. Poco dopo incontra due pazienti e una timida inserviente impacciata, l'unica che può mettersi in contatto con Doggett e salvarla. Doggett dovrà però mettersi alla prova per accettare un nuovo aspetto della realtà, rompere gli schemi per tentare di salvare l'agente Reyes dalla morte sicura.
- Altri interpreti: Tracey Ellis (Audrey Pauley), Stan Shaw (Stephen Murdoch), Jack Blessing (dott. Jack Preijers), Del Zamora (sig. Barreiro), Michele Harrell (sig.ra Murdoch), Vernee Watson-Johnson (infermiera Whitney Edwards).

## In fondo all'anima
- Titolo originale: Underneath
- Diretto da: John Shiban
- Scritto da: John Shiban

### Trama
Quando, 13 anni fa, Doggett lavorava come poliziotto semplice, riuscì a catturare un pericoloso serial killer che adesso è stato scagionato e rimesso in libertà grazie al test sul DNA. John non si dà pace per questa decisione e vuole andare a fondo, ma nella sua indagine scoprirà che il vero killer è una presenza assassina invisibile, e dovrà rimettere in discussione tutto quello in cui crede.
- Altri interpreti: W. Earl Brown (Robert Fassl), Lisa Darr (Jana Fain), Arthur Nascarella (Duke Tomasick), Robert Curtis Brown (Damon Kaylor), Alan Davidson (uomo con la barba), Mary-Margaret Lewis (sig.ra Dowdy), Paul Vincent O'Connor (sovraintendente Brian Hutchinson), Kelly McNair (ragazza adolescente), Michael Patterson (papà), Carol Kiernan (mamma), Aaron D. Spears (guardia).

## Improbabile
- Titolo originale: Improbable
- Diretto da: Chris Carter
- Scritto da: Chris Carter

### Trama
Nella corsa per catturare un serial killer, Scully e Reyes si trovano a fare affidamento sulla numerologia, i loro poteri di deduzione, e un misterioso giocatore di carte straniero che è sicuramente più di quanto vuole far credere.
- Altri interpreti: Burt Reynolds (Mr. Burt), Ray McKinnon (Mad Wayne), John Kapelos (Fordyce), Ellen Greene (Vicki Burdick), Amy D'Allessandro (Amy),
- Note: in questo episodio la scritta "The Truth Is Out There" (La verità è là fuori) al termine della sigla è sostituita dalla scritta in italiano "Dio ti ama".

## Mostri
- Titolo originale: Scary Monsters
- Diretto da: Dwight H. Little
- Scritto da: Thomas Schnauz

### Trama
La giovane agente speciale Leyla Harrison insiste affinché Reyes e Doggett la seguano in una montagna dopo che una donna si è pugnalata ripetutamente e suo marito non permette a nessuno di vedere loro figlio. Bloccati dalla neve, gli agenti dovranno rimanere e trovare un modo per risolvere questo strano caso prima di rimanerne vittime a loro volta.
- Altri interpreti: Jolie Jenkins (Agente Leyla Harrison), Gavin Fink (Tommy Conlon), Scott Paulin (Jeffrey Conlon), Brian Poth (Gabe Rotter), Steve Ryan (sceriffo Jack Coogan), Robert Beckwith (cadetto F.B.I.).

## Modifica genetica
- Titolo originale: Jump the Shark
- Diretto da: Cliff Bole
- Scritto da: Vince Gilligan, John Shiban e Frank Spotnitz

### Trama
Dopo aver avuto dall'agente governativo Morris Fletcher informazioni relative ai Supersoldati, Reyes e Doggett si rivolgono ai Lone Gunmen. Le indagini portano ad Yves Adele Harlow, una bio-terrorista che ha ucciso un professore universitario contagiato con un virus letale. Un altro uomo porta con sé questo virus e va fermato prima che possa contagiare migliaia di persone; scoperto che l'indiziato è Jimmy Bond, l'assistente del professore ucciso, per fermarlo i Lone Gunmen sono costretti all'estremo sacrificio. I 3 vengono sepolti nel cimitero di Arlington, su pressione di Skinner.
- Altri interpreti: Bruce Harwood (John Fitzgerald Byers), Dean Haglund (Richard Langly), Tom Braidwood (Melvin Frohike), Michael McKean (Morris Fletcher), Zuleikha Robinson (Yves Adele Harlow), Stephen Snedden (Jimmy Bond), Jim Fyfe (Kimmy Belmont), Marcus Giamatti (John Gillnitz), Pamela Paulshock (Brittany).
- Note: 
  - L'episodio costituisce la conclusione dello spin-off di X-Files The Lone Gunmen.
  - Il titolo originale è un riferimento ironico alla locuzione Saltare lo squalo (dall'inglese Jumping the shark), usata in ambito televisivo per indicare il momento in cui una serie dopo aver raggiunto il suo picco inizia ad abbassare il livello qualitativo.

## William
- Titolo originale: William
- Diretto da: David Duchovny
- Scritto da: David Duchovny, Frank Spotnitz e Chris Carter

### Trama
Una famiglia del Midwest adotta un bambino: William. In un flashback si vede come Dana sia stata costretta a questa scelta: Doggett trova uno uomo completamente sfigurato ad attenderlo nell'ufficio degli X-Files, il quale sostiene di aver subito terribili esperimenti atti a trasformarlo un ibrido umano-alieno e di aver conosciuto Fox Mulder. Scully esegue un test del DNA, che suggerisce che l'uomo sia Mulder. Dopo aver iniettato uno strano vaccino a William, si scopre che l'uomo è il fratello naturale di Mulder: Jeffrey Spender. Questo, creduto morto per mano dell'uomo che fuma, venne salvato dallo stesso al fine di essere utilizzato coma cavia umana. Nel tentativo di vendicarsi del padre, decise di rendere vani i suoi sforzi atti a favorire l'invasione aliena tramite la creazione di super-soldati metà uomini e metà alieni, il cui esemplare più prezioso è proprio William. Il liquido iniettatogli è magnetite (l'elemento a cui i super-soldati non possono sopravvivere) e questa inibisce le capacità sovrannaturali del bambino, rendendolo perfettamente normale. Nonostante ciò il nuovo consorzio potrebbe sempre essere interessato al bambino, dovendolo sottoporre agli stessi terribili esperimenti che ha subito Jeffrey. A questa notizia Dana decide di darlo in adozione in forma anonima, affinché possa vivere una vita felice e normale.
- Altri interpreti: Cyd Strittmatter (dott.ssa Whitney Edwards), James Riker (William), Travis Riker (William), Chris Owens (Jeffrey Spender/Daniel Miller), Adam Nelson (sig. Van De Kamp), Shannon Hile (sig.ra Van De Kamp), David Fabrizo (dottore di pronto soccorso), Dallas Munroe (infermiera di pronto soccorso), Annie Abbott (assistente sociale più vecchia), Kiersten Van Horne (assistente sociale più giovane), Dan Shor (seconda infermiera di pronto soccorso), Jason Waters (The Breather Photo Double).

## Intuizioni
- Titolo originale: Release
- Diretto da: Kim Manners
- Scritto da: John Shiban e David Amann

### Trama
Quando uno degli studenti di Scully mostra un'ottima capacità di creare profili di serial killer, le sue intuizioni la portano a riaprire il caso di omicidio del figlio di Doggett.
- Altri interpreti: Cary Elwes (Brad Follmer), Barbara Patrick (Barbara Doggett), Jared Poe (Rudolph Hayes/Stuart Mimms), Sal Landi (Nicholas Regali), Victoria Gallegos (assistente di Follmer), Avery Glymph (Diener), Kate Lombardi (donna), Kipp Shiotani (primo cadetto), Mandy Levin (Ellen Persich).

## La casa dei sogni
- Titolo originale: Sunshine Days
- Diretto da: Vince Gilligan
- Scritto da: Vince Gilligan

### Trama
Doggett, Reyes, Scully e Skinner incappano in un bizzarro caso di omicidio in cui il principale sospettato è un uomo con un'insolita ossessione per la sitcom The Brady Bunch. Quest'uomo sembra possedere straordinarie capacità psicocinetiche e quando anche Skinner, Scully e Doggett vedono le sue capacità con i propri occhi ancora stentano a credere che tutto ciò sia possibile.
- Altri interpreti: Michael Emerson (Oliver Martin), John Aylward (John Rietz), Tyson Turrou (Blake McCormick), Stephen W. Bridgewater (Henry Jacocks), David Faustino (Michael Daley), Arlene Pileggi (Arlene), Damon Kaylor (assistente), Eric Don (Anthony Fogelman giovane), Robbie Troy (Carol Brady), Keith Forster (Mike Brady), Marcie Lynn Ross (Alice), Danielle Savre (Marcia Brady), Nick Campisano (Greg Brady), Stephanie M. Herrera (Jan Brady), Nolan Irwin (Peter Brady), Sharayah Montgomery (Cindy Brady), Jack Bensinger (Bobby Brady).

## La verità (prima parte)
- Titolo originale: The Truth (1)
- Diretto da: Kim Manners
- Scritto da: Chris Carter

### Trama
Skinner e Scully vengono a sapere che Mulder è detenuto in una prigione di massima sicurezza per l'omicidio di un militare che non può essere ucciso: Knowle Rohrer, uno dei "Super soldati" ed ex informatore di Doggett.
- Altri interpreti: James Pickens, Jr. (Alvin Kersh), William B. Davis (Uomo che fuma), Nicholas Lea (Alex Krycek), Laurie Holden (Marita Covarrubias), Matthew Glave (Kallenbrunner), Jeff Gulka (Gibson Praise), Chris Owens (Jeffrey Spender), Steven Williams (Mister X), Tom Braidwood (Melvin Frohike), Dean Haglund (Richard Langly), Bruce Harwood (John Fitzgerald Byers), Adam Baldwin (Knowle Rohrer), Alan Dale (uomo con lo stecchino), Cody Lightning (ragazzo indiano), Christopher Stapleton (guardia), Patrick St. Esprit (guardia), Julia Vera (donna indiana), William Devane (generale Mark A. Suveg).

## La verità (seconda parte)
- Titolo originale: The Truth (2)
- Diretto da: Kim Manners
- Scritto da: Chris Carter

### Trama
Mulder evade dalla prigione con l'aiuto di Skinner, Reyes, Doggett, Scully e Alvin Kersh, dopo aver subito un processo sommario che lo aveva condannato a morte. Mulder e Scully si mettono in viaggio per il New Mexico, in un pueblo nascosto tra rocce di Magnetite. Dentro troveranno l'Uomo che fuma, che rivela anche a Scully la verità suprema e finale, e cioè che gli Alieni invaderanno la Terra il 22 dicembre 2012, senza che nessuno possa opporsi. Due elicotteri distruggono il pueblo, apparentemente uccidendo l'Uomo che fuma, convinti che dentro ci siano anche Scully e Mulder. Invece questi sono fuggiti a Roswell, in un motel simile a quello dove andarono per il loro primo x-file assieme. Le loro ultime parole sono un bilancio di quasi 10 anni di indagini sul paranormale, sul governo ombra e sulle forme di vita extraterrestri ed il complotto alieno. Mulder si sente sconfitto perché non è riuscito a far emergere quella tanto sospirata verità e non è riuscito a divulgarla a tutto il mondo. Però una piccola grande vittoria l'ha ottenuta, e cioè quella di aprire gli occhi di Scully, che è sempre stata scettica sulle questioni di cui ora conosce la più intima e sconvolgente verità. Per questo allora l'ultima frase di Mulder prima del buio è "Si può ancora sperare...".
- Altri interpreti: James Pickens, Jr. (Alvin Kersh), William B. Davis (Uomo che fuma), Nicholas Lea (Alex Krycek), Laurie Holden (Marita Covarrubias), Matthew Glave (Kallenbrunner), Jeff Gulka (Gibson Praise), Chris Owens (Jeffrey Spender), Steven Williams (Mister X), Tom Braidwood (Melvin Frohike), Dean Haglund (Richard Langly), Bruce Harwood (John Fitzgerald Byers), Adam Baldwin (Knowle Rohrer), Alan Dale (uomo con lo stecchino), Cody Lightning (ragazzo indiano), Christopher Stapleton (guardia), Patrick St. Esprit (guardia), Julia Vera (donna indiana), William Devane (generale Mark A. Suveg).